# Ralph Sharon
Ralph Sharon (17. září 1923 Londýn – 31. března 2015) byl britský jazzový klavírista. Svou profesionální kariéru zahájil v roce 1946 jako člen kapely pozounisty Teda Heatha. V roce 1953 se přestěhoval do Spojených států amerických, kde v roce 1958 poprvé nahrával se zpěvákem Tonym Bennettem. S Bennettem často spolupracoval i v následujících čtyřech dekádách. Sám vydal řadu alb pod svým jménem a spolupracoval s mnoha dalšími hudebníky, mezi které patří Chris Connor, Frances Faye a Johnny Hartman.